# Suffield Depot
Suffield Depot es un lugar designado por el censo ubicado en el condado de Hartford en el estado estadounidense de Connecticut. En el año 2010 tenía una población de 1,325 habitantes.

## Geografía
Suffield Depot se encuentra ubicado en las coordenadas 41°58′59″N 72°38′46″O / 41.98306, -72.64611.